# Sokratis Lagoudakis
Sokratis Lagoudakis, né en 1861 en Crète et mort le 3 juin 1944 à Alexandrie est un athlète grec vivant en France et qui participa au marathon lors des Jeux olympiques d'été de 1896 à Athènes. Des 17 athlètes qui prirent le départ, il fut le 9e et dernier marathonien à rallier l'arrivée. Selon les sources, il est considéré comme Français ou Grec. 

## Référence
1. ↑  (en)[PDF] Site la84foundation.org